# ياسمين قباج
ياسمين قباج هي لاعبة تنس مغربية، من مواليد 15 يناير 2004. شاركت في رابطة محترفات التنس في بطولة المغرب المفتوحة لعام 2022، حيث حصلت على بطاقة دخول في قرعة الزوجي بالاشتراك مع إيكاترينا كازيونوفا، وفازت بأول لقب لها في دورة الاتحاد الدولي لكرة المضرب التي اقيمت في الدار البيضاء بقيمة 15 ألف دولار في يوليو 2022.

## الكلية
في عام 2021، لعبت في فريق التنس النسائي بجامعة فلوريدا الدولية. وفي عام 2022 حصلت جائزة من الجامعة.

## النهائيات
| التصنيف              |
| -------------------- |
| بطولات 100،000 دولار |
| بطولات 80000 دولار   |
| بطولات 60 ألف دولار  |
| البطولات 25000 دولار |
| بطولات 15000 دولار   |

### فردي: 1 (1 لقب)
| نتيجة | W – L | تاريخ      | المسابقة                   | الطبقة | السطح | الخصم         | نتيجة    |
| ----- | ----- | ---------- | -------------------------- | ------ | ----- | ------------- | -------- |
| فوز   | 1–0   | يوليو 2022 | ITF، الدار البيضاء، المغرب | 15000  | كلاي  | شانتال سوفانت | 6-4، 6-3 |

## الإحصائيات

### فردي

#### الشباب
| نتيجة | W – L | تاريخ       | المسابقة                  | السطح | الخصم          | نتيجة    | مصدر  |
| ----- | ----- | ----------- | ------------------------- | ----- | -------------- | -------- | ----- |
| فوز   | 1–0   | فبراير 2020 | جنوب إفريقيا، J3 Pretoria | صلب   | لين غريلينغ    | 6-1، 6-2 | [ 6 ] |
| فوز   | 1–0   | فبراير 2020 | جنوب إفريقيا، J3 Pretoria | صلب   | ماكسيما إلنبرغ | 6-1، 7-6 | [ 7 ] |

## روابط خارجية
- على موقع رابطة محترفات كرة المضرب
- ياسمين قباج في موقع الاتحاد الدولي لكرة المضرب